# Matching Mole
Matching Mole war eine britische Rockband aus der Canterbury-Szene.

## Geschichte
Die Gruppe Matching Mole wurde im Oktober 1971 von dem ehemaligen Soft-Machine-Schlagzeuger und Sänger Robert Wyatt gegründet. Weitere Gründungsmitglieder waren Phil Miller (Gitarre), Dave Sinclair (Keyboards, zuvor bei der Gruppe Caravan) und Bill MacCormick (Bass, zuvor bei der Gruppe Quiet Sun). Der Name „Matching Mole“ ist eine Anspielung auf Wyatts vorherige Band – „Soft Machine“ heißt ins Französische übersetzt „Machine Molle“.
Auf einigen Stücken des ersten Albums wirkte Keyboarder Dave MacRae mit, der im Februar 1972 schließlich ein festes Bandmitglied wurde. Kurz darauf verließ David Sinclair die Band. Im darauffolgenden halben Jahr spielten Matching Mole zahlreiche Konzerte in England und auf dem Kontinent und nahmen mehrere BBC-Sessions auf. Im August schließlich spielten sie ihr zweites Album Matching Mole’s Little Red Record ein, ein weniger Wyatt-zentriertes Gruppenwerk.
Kurze Zeit später löste Wyatt die Band auf. Pläne zu einer Neuformierung von Matching Mole (mit dem Keyboarder Francis Monkman, zuvor bei Curved Air, und Saxophonist Gary Windo) im Sommer 1973 scheiterten an einem schweren Unfall, seit dem Wyatt querschnittgelähmt ist.

## Stil
Die Band bewegte sich musikalisch zwischen Rock und Jazz. Das erste Album variierte zwischen gesungenen, zumeist balladenhaften Pop-Titeln wie „O Caroline“ und weiträumig angelegten Instrumentalstücken, die viel Raum für Improvisation und instrumentale Interaktion ließen. Charakteristisch sind bei dieser Musik einleitende Keyboardarrangements von ausgeprägt melancholischer Grundstimmung, die sich dann zu Improvisationen auf Rock-Basis entwickeln wie etwa in den Stücken „Instant Kitten“ oder „Part of the Dance“. Sowohl die Rock-Besetzung mit E-Gitarre als auch der Verzicht auf komplizierte Harmonik und ungerade Taktarten ließ das erste Album musikalisch konventioneller erscheinen als die vorangegangenen Alben von Soft Machine.
Besondere Erwähnung verdient der Einsatz des Mellotrons in dem Stück „Immediate Curtain“. Durch den Einsatz von Cluster-Techniken erzeugt Robert Wyatt auf diesem Instrument dissonante Klänge von düsterer atmosphärischer Intensität, wie sie etwa in vielen spätromantischen und expressionistischen Stücken zu Beginn des zwanzigsten Jahrhunderts anzutreffen sind.
Im Gegensatz zum ersten Album löste sich die Band auf ihrem zweiten Album Matching Mole’s Little Red Record weiter von konventionellen Pop-Schemen. Matching Mole weiteten hier ihr musikalisches Spektrum in Bereiche wie Minimal Music, experimentelle Elektronik und E-Musik-Avantgarde aus. Einige Titel zeigen aber auch eine Affinität zu rasanten, temporeichen Rockjazz-Spielweisen wie sie Mitte der siebziger Jahre sehr verbreitet waren.

## Weiterer Werdegang der einzelnen Musiker
- David Sinclair und Phil Miller gründeten im Oktober 1972 Hatfield and the North. Sinclair verließ die Gruppe aber vor ihrem ersten Album wieder, kehrte 1973 zu Caravan zurück und gehörte außerdem zeitweilig zu Camel und der Band seines Cousins Richard Sinclair.
- Phil Miller spielte, nachdem sich Hatfield and the North 1975 zunächst auflösten, Ende der 1970er in National Health, ab den 1980ern in In Cahoots und in den 1990ern in Short Wave, im Duo mit Fred T. Baker sowie im Trio mit Mark Hewins und seinem Bruder, dem Keyboarder Steve Miller (nicht zu verwechseln mit dem gleichnamigen amerikanischen Gitarristen). Mit Hatfield and the North tritt Phil Miller bis heute live auf, siehe z. B. .
- Dave McRae wirkte bei Ian Carrs Nucleus sowie auf der LP Nite Flights von den Walker Brothers mit.
- Bill MacCormick spielte 1976 zusammen mit Phil Manzanera, mit dem er auch schon in der Band Quiet Sun zusammengearbeitet hatte, und Brian Eno in der Band 801. In den späten Siebzigern gründete er mit Gitarrist David Rhodes (der später für Peter Gabriel spielte) die Band Random Hold, nach deren Auflösung 1980 er sich aus dem Musikgeschäft zurückzog.
- Robert Wyatt wurde als Sänger, Multi-Instrumentalist und Songschreiber ein renommierter Solo-Künstler.

## Diskografie
Alben
- 1972: Matching Mole
- 1972: Little Red Record
- 1994: BBC Radio 1 Live in Concert (Liveaufnahme vom 27. Juli 1972)
- 2001: Smoke Signals (BBC- und Liveaufnahmen von 1972)
- 2002: March (Liveaufnahme vom 25. März 1972)

## Filmografie
- 2015: Romantic Warriors III: Canterbury Tales (DVD)